# Babe: Pig in the City
Babe: Pig in the City is een Australische film uit 1998. De film is het vervolg op de film Babe uit 1995.
De film werd minder goed ontvangen dan zijn voorganger, mede vanwege de grimmigere ondertoon waaronder een scène waarin een hond bijna verdrinkt.

## Verhaal
Na Babes geweldige overwinning bij de schapenhoedwedstrijd keren hij en boer Hoggett terug naar huis. Hier neemt het leven al snel een verkeerde wending. Hoggett raakt gewond bij een reparatie aan een put en kan voorlopig niet werken. Zijn vrouw, Esme, kan de zaken niet in haar eentje runnen en al snel dreigt de bank beslag op de boerderij te leggen. Om aan geld te komen besluit Esme Babe mee te nemen naar een tentoonstelling.
Terwijl de twee op het vliegveld wachten op hun vlucht, begint een hond van een van de bewakers te blaffen bij het zien van Babe. Omdat de hond in kwestie getraind is op het opsporen van drugs wordt Esme verdacht van smokkelen en een tijd vastgehouden. Ze kan haar onschuld bewijzen, maar Babe en zij missen wel hun vlucht. Ze moeten de nacht doorbrengen in een onbekende stad. Esme vindt echter een hotel dat, geheel tegen reglementen in, dieren toelaat. In dit hotel ontmoet Babe onder andere katten, honden en een apenfamilie.
Wanneer Esme en Babe elkaar kwijt raken staat Babe er alleen voor. Tot overmaat van ramp waarschuwen de buren van het hotel de politie, die alle dieren meteen laat vangen en opsluiten. Alleen Babe kan ontkomen en beraamt een ontsnappingsplan. Door zijn toedoen ontsnappen de dieren, waarna ze zich naar een ander gebouw begeven waar net een bruiloft aan de gang is. Hier wordt Babe met Esme herenigd. De eigenares van het hotel besluit de zaak nadien te verkopen daar ze toch al genoeg had van de buurt. Met het geld kan Esme de boerderij redden. Alle dieren uit het hotel vestigen zich op de boerderij, en de hoteleigenaar komt eveneens in de buurt wonen.

## Rolverdeling

### Stemacteurs
| Acteur                           | Personage                 |
| -------------------------------- | ------------------------- |
| Elizabeth Daily                  | Babe                      |
| Danny Mann                       | Ferdinand                 |
| Glenne Headly                    | Zootie                    |
| Steven Wright                    | Bob                       |
| James Cosmo                      | Thelonius                 |
| Stanley Ralph Ross               | The Pitbull/The Doberman  |
| Russi Taylor                     | The Pink Poodle/Choir Cat |
| Myles Jeffrey/Nathan Kress       | Easy                      |
| Adam Goldberg                    | Flealick                  |
| Eddie Barth                      | Nigel/Alan                |
| Bill Capizzi                     | Snoop                     |
| Miriam Margolyes                 | Fly                       |
| Hugo Weaving                     | Rex                       |
| Jim Cummings                     | Pelican                   |
| Roscoe Lee Browne – de verteller |                           |

### Acteurs
| Acteur          | Personage               |
| --------------- | ----------------------- |
| Magda Szubanski | Esme Hoggett            |
| James Cromwell  | Arthur Hoggett          |
| Mary Stein      | The Landlady            |
| Mickey Rooney   | Fugly Floom             |
| Paul Livingston | The Hot Headed Chef     |
| Julie Godfrey   | The Suspicious Neighbor |

## Nederlandse stemmen
- Verteller: Victor van Swaay
- Esmé Holgert: Simone Kleinsma
- Arthur Holgert: Peter Tuinman
- Babe: Jody Pijper
- Fly: Beatrijs Sluijter
- Ferdinand: Wim T. Schippers
- Rex: Rik van Uffelen
- Het paard: Sander de Heer
- De gastvrouw: Gerrie van der Kleij
- Vrolijk de Hond op wielen: Carlo Boszhard
- Zoetie de Aap: Babette van Veen
- Bob de Aap: Jop Joris
- Ietsie de Aap: Marlies Somers
- Theodorus de Aap: Ton Lutz

## Achtergrond

### Productie
De film speelt zich voor het grootste gedeelte af in een fantasiestad, welke bestaat uit een mix van verschillende echt bestaande steden. Zo lopen er grachten door de stad, met name in de buurt van het hotel waar Babe verblijft, en bevindt het centrum zich op een eiland gelijk aan Manhattan. In de skyline van de stad zijn onder andere het World Trade Center, Sears Tower, Chrysler Building, IDS Center, MetLife Building, en andere wolkenkrabbers herkenbaar.

### Uitgave en ontvangst
Vlak voor de film uitkwam, kreeg deze van de Motion Picture Association of America een PG-rating mee vanwege enkele scènes die ongeschikt werden geacht voor jonge kijkers. Pas nadat enkele gewelddadige scènes met honden eruit werden geknipt paste de MPAA de rating aan naar G.
Reacties op de film waren gemengd. De meeste mensen vonden de film of zeer goed of zeer slecht, maar slechts zelden ergens daartussen. De meeste kritiek op de film kwam van fans van de eerste film. De film heeft echter in de loop der jaren een cultstatus verkregen.

### Filmmuziek
De muziek is net als bij de vorige film afkomstig van Nigel Westlake.
1. That'll Do - Peter Gabriel - 3:51
2. Babe: A Pig in the City - 1:22
3. The Returning Hero - 1:16
4. Non, Je Ne Regrette Rien - Édith Piaf - 2:19
5. Chattanooga Choo Choo - Glenn Miller, Tex Beneke, en de Modernaires - 3:14
6. Scram, This Is Not a Farm - 2:27
7. That's Amore - Dean Martin - 3:07
8. Three Blind Mice - 0:41
9. A Pig Gets Wise - 1:17
10. Are You Lonesome Tonight? - The Mavericks - 2:59
11. Protected by Angels - de Chieftains en Black Dyke Mills Band - 3:39
12. The Big City (Two Step Nadya)- de Terem Quartet - 3:12
13. Babe's Lament - 2:38
14. A Heart That's True - Elizabeth Daily en Pat Metheny - 3:58
15. The End - 1:26
16. That'll Do (Instrumentaal) - de Black Dyke Mills Band - 3:57

## Prijzen en nominaties
“Babe: Pig in the City” won in 1999 de YoungStar Award voor Best Performance in a Voice Over Talent (Myles Jeffrey)
Verder werd de film genomineerd voor:
- De Academy Award voor beste lied
- De Saturn Award voor beste fantasyfilm
- De BAFTA Film Awar voor beste special effects
- De Chlotrudis Award voor beste cinematografie
- De Blimp Award voor favoriete dier
- De Golden Reel Award voor beste geluidsmontage – buitenlandse film.
- Twee Golden Satellite Awards: beste originele lied en beste visuele effecten
- Twee Young Artist Awards: beste familiefilm en beste voice-over